# 博戈里亚湖菌科
博戈里亚湖菌科（学名：Bogoriellaceae）為放线菌纲微球菌目的一科细菌。此科的模式属为博戈里亚湖菌属(Bogoriella)。

## 下级分类
本科包括以下属：
- 博戈里亚湖菌属 Bogoriella Groth et al. 1997
- 乔治菌属 Georgenia Altenburger et al. 2002
- Oceanitalea Fu et al. 2012，为乔治菌属（Georgenia Altenburger et al. 2002）的异名